# Castelnau-Chalosse
Castelnau-Chalosse település Franciaországban, Landes megyében. Lakosainak száma 595 fő (2022. január 1.). Castelnau-Chalosse Donzacq, Ozourt, Pomarez és Poyartin községekkel határos.

## Népesség
A település népességének változása:
| Lakosok száma | 517  | 475  | 472  | 510  | 597  | 596  | 601  | 601  | 605  | 595  |
|               | 1968 | 1982 | 1990 | 2006 | 2013 | 2015 | 2017 | 2019 | 2020 | 2022 |